# Josef Kadraba
Josef Kadraba (Řevničov, 1933. szeptember 29. – 2019. augusztus 5.) csehszlovák válogatott labdarúgó.
A csehszlovák válogatott tagjaként részt vett az 1962-es világbajnokságon.

## Sikerei, díjai
Csehszlovákia
- Világbajnoki döntős (1): 1962